# Rafał Różycki
Rafał Bartosz Różycki – polski inżynier informatyk, doktor habilitowany nauk technicznych. Specjalizuje się w teorii szeregowania zadań. Adiunkt w Instytucie Informatyki Wydziału Informatyki Politechniki Poznańskiej.

## Życiorys
Studia ukończył na Politechnice Poznańskiej w 1994, gdzie następnie (po doktoracie) został zatrudniony. Stopień doktorski uzyskał w 2000 roku na podstawie pracy pt. Zastosowanie algorytmu genetycznego do rozwiązywania dyskretno-ciągłych problemów szeregowania, przygotowanej pod kierunkiem prof. Jana Węglarza. Habilitował się w 2014 na podstawie dorobku naukowego i rozprawy pt. Szeregowanie zadań obliczeniowych z uwzględnieniem ograniczeń energetycznych. Poza Politechniką Poznańską wykłada także jako profesor nadzwyczajny w Państwowej Wyższej Szkole Zawodowej w Gnieźnie.
Artykuły publikował w takich czasopismach jak m.in. "European Journal of Operational Research", "Journal of Scheduling" oraz "Discrete Applied Mathematics".